# Shrek SuperSlam
Shrek SuperSlam — одна из игр в жанре файтинга на основе серии мультфильмов «Шрек».

## Игровой процесс
Shrek SuperSlam — это файтинг, который проходится аналогично играм из серии Power Stone. В игре есть три режима коллективной игры: «Король горы», «Ближний бой» и «Слэмогеддон».
В режиме «Царь горы» целью игры является остаться на вершине самого длинного холма, в то время, пока противники дерутся друг с другом. Выигрывает игрок, который первым наберёт 30 очков. Чем дольше игрок находится на холме, тем больше очков он получит. В «Ближнем бою» задачей игры состоит в течение 2 минут заработать как можно больше очков слэмов. Как только «Slam» будет заполнен полностью, появится сообщение о возможности атаки. После того, как игрок пополнил свой банк, он может использовать атаку слэмом, которая может поразить сразу несколько противников. За каждого противника, которого персонаж ударил, игрок будет получать одно очко, но если игрок заслэмляется, то он теряет одно очко. Выигрывает игрок, который за определённое количество времени собрал наибольшее количество очков слэмов. В «Слэмогеддоне» за любую атаку начисляется слэмы. Но если игрок успел получить «Сок максимального слэма» — зелье Слэмогеддона, и игрок поразил своим слэмом противников, ничего не происходит.

## Версия для консолей

### Персонажи
В версиях для PS2, Xbox, GameCube и PC, имеется десять персонажей, которых можно выбрать в начале игры, а также десять недоступных.

#### Доступные Персонажи
- Шрек
- Осёл
- Кот в сапогах
- Пряня
- Пиноккио
- Фиона
- Фиона Огр
- Чарминг
- Чёрный Рыцарь
- Красная Шапочка

#### Разблокируемые Персонажи
- Серый Волк
- Единорог
- Циклоп
- Робин Гуд
- Гном
- Дракослик
- Квазимодо
- Ведьма Луна
- Капитан Крюк
- Шалтай-Болтай

## Отзывы
| Сводный рейтинг    | Сводный рейтинг | Сводный рейтинг | Сводный рейтинг | Сводный рейтинг | Сводный рейтинг | Сводный рейтинг |
| Издание            | Оценка          | Оценка          | Оценка          | Оценка          | Оценка          | Оценка          |
| Издание            | DS              | GBA             | GC              | PC              | PS2             | Xbox            |
| ------------------ | --------------- | --------------- | --------------- | --------------- | --------------- | --------------- |
| GameRankings       | 59,27 %         | 52 %            | 73,54 %         | 69,89 %         | 68,81 %         | 74,00 %         |
| Metacritic         | 56/100          | 58/100          | 70/100          | 69/100          | 67/100          | 71/100          |
| Иноязычные издания |                 |                 |                 |                 |                 |                 |
| Издание            | Оценка          | Оценка          | Оценка          | Оценка          | Оценка          | Оценка          |
| Издание            | DS              | GBA             | GC              | PC              | PS2             | Xbox            |
| Eurogamer          | N/A             | N/A             | N/A             | N/A             | 3/5             | N/A             |
| GameSpot           | 6,5/10          | N/A             | N/A             | 6,6/10          | 6,9/10          | 6,9/10          |
| GameZone           | 6,5/10          | N/A             | 7,6/10          | 7/10            | 7,8/10          | 8,3/10          |
| IGN                | 4,5/10          | N/A             | N/A             | N/A             | N/A             | 7/10            |
| OPM                | N/A             | N/A             | N/A             | N/A             | [ 24 ]          | N/A             |
| OXM                | N/A             | N/A             | N/A             | N/A             | N/A             | 7/10            |
| PALGN              | N/A             | N/A             | N/A             | N/A             | 6/10            | N/A             |
| PC Gamer (US)      | N/A             | N/A             | N/A             | 66 %            | N/A             | N/A             |
| TeamXbox           | N/A             | N/A             | N/A             | N/A             | N/A             | 8,2/10          |
| NGC Magazine       | 59 %            | N/A             | 65 %            | N/A             | N/A             | N/A             |

Shrek SuperSlam получил смешанные отзывы критиков.